# Sciapus roderi
Sciapus roderi är en tvåvingeart som beskrevs av Octave Parent 1929. Sciapus roderi ingår i släktet Sciapus och familjen styltflugor. Inga underarter finns listade i Catalogue of Life.